# Alexander McCall Smith

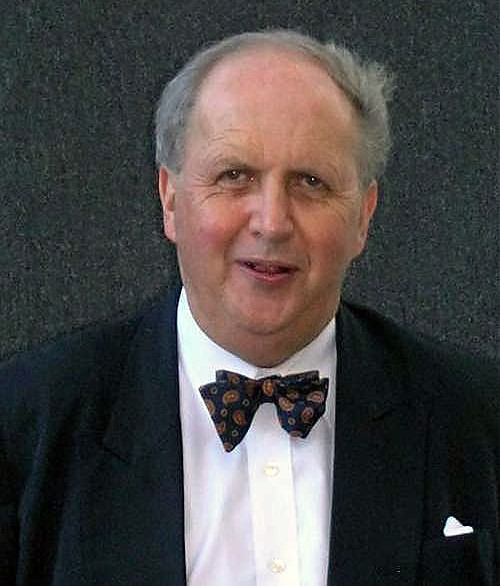
Alexander McCall Smith

Alexander (R.A.A.) „Sandy” McCall Smith, OIB (n. 24 august 1948 - ...) este un scriitor și jurist britanic născut în Zimbabwe.